# Championnat d'Asie de football des moins de 16 ans 2000
Navigation
Qatar 1998 Émirats arabes unis 2002
Le Championnat d'Asie de football des moins de 16 ans 2000 est la neuvième édition du Championnat d'Asie de football des moins de 16 ans ; il a eu lieu à Da Nang au Viêt Nam du 3 au 17 septembre 2000. L'équipe de Thaïlande, championne d'Asie lors de l'édition précédente y a défendu son titre après avoir réussi à sortir des éliminatoires. Ce tournoi a servi de qualification pour la Coupe du monde des moins de 17 ans suivante, qui a eu lieu à Trinité-et-Tobago durant l'été 2001 : les 2 finalistes ainsi que le vainqueur du match pour la 3e place ont été directement qualifiés pour le tournoi mondial.
Il a été marqué par une affaire de tricherie, certains joueurs ayant plus de 16 ans. Ils ont été bannis pour deux ans, ainsi que les 5 sélections auxquelles ils appartenaient.

## Qualification
Les sélections asiatiques, à l'exception du Viêt Nam, organisateur du tournoi final et donc exempt, sont réparties en 9 poules géographiques. Seul le premier de chacune de ces poules est qualifié pour la phase finale.

### Poule 1
- Matchs disputés à Bosher dans le sultanat d'Oman :

| Rang | Équipe              | Pts | J | G | N | P | Bp | Bc | Diff |  | Résultats (▼ dom., ► ext.) |  |     |     |     |
| ---- | ------------------- | --- | - | - | - | - | -- | -- | ---- |  | -------------------------- |  | --- | --- | --- |
| 1    | Oman                | 7   | 3 | 2 | 1 | 0 | 4  | 0  | +4   |  | Oman                       |  | 2-0 | 2-0 | 0-0 |
| 2    | Irak                | 4   | 3 | 1 | 1 | 1 | 6  | 3  | +3   |  | Irak                       |  |     | 1-1 | 5-0 |
| 3    | Arabie saoudite     | 2   | 3 | 0 | 2 | 1 | 3  | 5  | -2   |  | Arabie saoudite            |  |     |     | 2-2 |
| 4    | Émirats arabes unis | 2   | 3 | 0 | 2 | 1 | 2  | 7  | -5   |  | Émirats arabes unis        |  |     |     |     |

### Poule 2
- Matchs disputés à Bahreïn :

| Rang | Équipe        | Pts | J | G | N | P | Bp | Bc | Diff |  | Résultats (▼ dom., ► ext.) |  |     |     |     |
| ---- | ------------- | --- | - | - | - | - | -- | -- | ---- |  | -------------------------- |  | --- | --- | --- |
| 1    | Koweït        | 9   | 3 | 3 | 0 | 0 | 10 | 2  | +8   |  | Koweït                     |  | 1-0 | 3-1 | 6-1 |
| 2    | Tadjikistan   | 6   | 3 | 2 | 0 | 1 | 6  | 4  | +2   |  | Tadjikistan                |  |     | 3-2 | 3-1 |
| 3    | Bahreïn       | 3   | 3 | 1 | 0 | 2 | 7  | 7  | 0    |  | Bahreïn                    |  |     |     | 4-1 |
| 4    | Jordanie      | 0   | 3 | 0 | 0 | 3 | 3  | 13 | -10  |  | Jordanie                   |  |     |     |     |
| 5    | Yémen forfait |     |   |   |   |   |    |    |      |  |                            |  |     |     |     |

### Poule 3
- Matchs disputés à Téhéran en Iran :

| Rang | Équipe       | Pts | J | G | N | P | Bp | Bc | Diff |  | Résultats (▼ dom., ► ext.) |  |     |     |     |      |
| ---- | ------------ | --- | - | - | - | - | -- | -- | ---- |  | -------------------------- |  | --- | --- | --- | ---- |
| 1    | Iran         | 12  | 4 | 4 | 0 | 0 | 23 | 1  | +22  |  | Iran                       |  | 2-0 | 8-0 | 2-0 | 11-1 |
| 2    | Qatar        | 7   | 4 | 2 | 1 | 1 | 16 | 5  | +11  |  | Qatar                      |  |     | 1-1 | 4-2 | 11-0 |
| 3    | Kazakhstan   | 7   | 4 | 2 | 1 | 1 | 16 | 11 | +5   |  | Kazakhstan                 |  |     |     | 5-0 | 10-2 |
| 4    | Liban        | 3   | 4 | 1 | 0 | 3 | 9  | 13 | -4   |  | Liban                      |  |     |     |     | 7-2  |
| 5    | Kirghizistan | 0   | 4 | 0 | 0 | 4 | 5  | 39 | -34  |  | Kirghizistan               |  |     |     |     |      |

### Poule 4
- Matchs disputés à Calcutta en Inde :

| Rang | Équipe          | Pts | J | G | N | P | Bp | Bc | Diff |  | Résultats (▼ dom., ► ext.) |  |     |     |     |
| ---- | --------------- | --- | - | - | - | - | -- | -- | ---- |  | -------------------------- |  | --- | --- | --- |
| 1    | Bangladesh      | 7   | 3 | 2 | 1 | 0 | 4  | 2  | +2   |  | Bangladesh                 |  | 1-0 | 2-2 | 1-0 |
| 2    | Inde            | 6   | 3 | 2 | 0 | 1 | 9  | 1  | +8   |  | Inde                       |  |     | 6-0 | 3-0 |
| 3    | Pakistan        | 2   | 3 | 0 | 2 | 1 | 3  | 9  | -6   |  | Pakistan                   |  |     |     | 1-1 |
| 4    | Sri Lanka       | 1   | 3 | 0 | 1 | 2 | 1  | 5  | -4   |  | Sri Lanka                  |  |     |     |     |
| 5    | Bhoutan forfait |     |   |   |   |   |    |    |      |  |                            |  |     |     |     |

### Poule 5
- Matchs disputés à Katmandou au Népal :

| Rang | Équipe       | Pts | J | G | N | P | Bp | Bc | Diff |  | Résultats (▼ dom., ► ext.) | Drapeau du Népal |     |     |     |
| ---- | ------------ | --- | - | - | - | - | -- | -- | ---- |  | -------------------------- | ---------------- | --- | --- | --- |
| 1    | Népal        | 9   | 3 | 3 | 0 | 0 | 15 | 3  | +12  |  | Népal                      |                  | 3-0 | 7-0 | 5-3 |
| 2    | Ouzbékistan  | 6   | 3 | 2 | 0 | 1 | 7  | 3  | +4   |  | Ouzbékistan                |                  |     | 4-0 | 3-0 |
| 3    | Maldives     | 3   | 3 | 1 | 0 | 2 | 5  | 14 | -9   |  | Maldives                   |                  |     |     | 5-3 |
| 4    | Turkménistan | 0   | 3 | 0 | 0 | 3 | 6  | 13 | -7   |  | Turkménistan               |                  |     |     |     |

### Poule 6
- Matchs disputés à Bangkok en Thaïlande :

| Rang | Équipe    | Pts | J | G | N | P | Bp | Bc | Diff |  | Résultats (▼ dom., ► ext.) |  |     |     |     |
| ---- | --------- | --- | - | - | - | - | -- | -- | ---- |  | -------------------------- |  | --- | --- | --- |
| 1    | Thaïlande | 9   | 3 | 3 | 0 | 0 | 11 | 0  | +11  |  | Thaïlande                  |  | 2-0 | 4-0 | 5-0 |
| 2    | Cambodge  | 4   | 3 | 1 | 1 | 1 | 6  | 3  | +3   |  | Cambodge                   |  |     | 1-1 | 5-0 |
| 3    | Hong Kong | 4   | 3 | 1 | 1 | 1 | 5  | 5  | 0    |  | Hong Kong                  |  |     |     | 4-0 |
| 4    | Taïwan    | 0   | 3 | 0 | 0 | 3 | 0  | 14 | -14  |  | Taïwan                     |  |     |     |     |

### Poule 7
- Matchs disputés à Séoul en Corée du Sud :

| Rang | Équipe       | Pts | J | G | N | P | Bp | Bc | Diff |  | Résultats (▼ dom., ► ext.) |  |     |      |      |
| ---- | ------------ | --- | - | - | - | - | -- | -- | ---- |  | -------------------------- |  | --- | ---- | ---- |
| 1    | Chine        | 7   | 3 | 2 | 1 | 0 | 33 | 2  | +31  |  | Chine                      |  | 2-2 | 12-0 | 19-0 |
| 2    | Corée du Sud | 7   | 3 | 2 | 1 | 0 | 30 | 2  | +28  |  | Corée du Sud               |  |     | 15-0 | 13-0 |
| 3    | Brunei       | 3   | 3 | 1 | 0 | 2 | 6  | 27 | -21  |  | Brunei                     |  |     |      | 6-0  |
| 4    | Mongolie     | 0   | 3 | 0 | 0 | 3 | 0  | 38 | -38  |  | Mongolie                   |  |     |      |      |

### Poule 8
- Matchs disputés à Nagoya au Japon :

| Rang | Équipe      | Pts | J | G | N | P | Bp | Bc | Diff |  | Résultats (▼ dom., ► ext.) |  |      |     |      |
| ---- | ----------- | --- | - | - | - | - | -- | -- | ---- |  | -------------------------- |  | ---- | --- | ---- |
| 1    | Japon       | 9   | 3 | 3 | 0 | 0 | 33 | 2  | +31  |  | Japon                      |  | 11-1 | 6-1 | 16-0 |
| 2    | Indonésie   | 6   | 3 | 2 | 0 | 1 | 15 | 16 | -1   |  | Indonésie                  |  |      | 6-4 | 8-1  |
| 3    | Singapour   | 3   | 3 | 1 | 0 | 2 | 14 | 12 | +2   |  | Singapour                  |  |      |     | 9-0  |
| 4    | Philippines | 0   | 3 | 0 | 0 | 3 | 1  | 33 | -32  |  | Philippines                |  |      |     |      |

### Poule 9
| Rang | Équipe   | Pts | J | G | N | P | Bp | Bc | Diff |  | Résultats (▼ dom., ► ext.) |  |     |     |      |
| ---- | -------- | --- | - | - | - | - | -- | -- | ---- |  | -------------------------- |  | --- | --- | ---- |
| 1    | Birmanie | 9   | 3 | 3 | 0 | 0 | 30 | 1  | +29  |  | Birmanie                   |  | 2-1 | 2-0 | 26-0 |
| 2    | Malaisie | 6   | 3 | 2 | 0 | 1 | 18 | 3  | +15  |  | Malaisie                   |  |     | 2-1 | 15-0 |
| 3    | Laos     | 3   | 3 | 1 | 0 | 2 | 23 | 4  | +19  |  | Laos                       |  |     |     | 22-0 |
| 4    | Guam     | 0   | 3 | 0 | 0 | 3 | 0  | 63 | -63  |  | Guam                       |  |     |     |      |

## Équipes participantes
- Vietnam - Organisateur
- Oman
- Koweït
- Iran
- Bangladesh
- Népal
- Thaïlande
- Chine
- Japon
- Birmanie

## Résultats
Les 10 équipes participantes sont réparties en 2 poules. Au sein de la poule, chaque équipe rencontre ses adversaires une fois. À l'issue des rencontres, les 2 premiers de chaque poule se qualifient pour la phase finale de la compétition, disputée en demi-finales et finale.

### Groupe A
| Rang | Équipe   | Pts | J | G | N | P | Bp | Bc | Diff |  | Résultats (▼ dom., ► ext.) |  |     |     |     | Drapeau du Népal |
| ---- | -------- | --- | - | - | - | - | -- | -- | ---- |  | -------------------------- |  | --- | --- | --- | ---------------- |
| 1    | Japon    | 12  | 4 | 4 | 0 | 0 | 14 | 1  | +13  |  | Japon                      |  | 2-0 | 7-1 | 2-0 | 3-0              |
| 2    | Vietnam  | 7   | 4 | 2 | 1 | 1 | 9  | 5  | +4   |  | Vietnam                    |  |     | 3-2 | 1-1 | 5-0              |
| 3    | Chine    | 6   | 4 | 2 | 0 | 2 | 13 | 12 | +1   |  | Chine                      |  |     |     | 4-0 | 6-2              |
| 4    | Birmanie | 4   | 4 | 1 | 1 | 2 | 4  | 7  | -3   |  | Birmanie                   |  |     |     |     | 3-0              |
| 5    | Népal    | 0   | 4 | 0 | 0 | 4 | 2  | 17 | -15  |  | Népal                      |  |     |     |     |                  |

### Groupe B
| Rang | Équipe     | Pts | J | G | N | P | Bp | Bc | Diff |  | Résultats (▼ dom., ► ext.) |  |     |     |     |     |
| ---- | ---------- | --- | - | - | - | - | -- | -- | ---- |  | -------------------------- |  | --- | --- | --- | --- |
| 1    | Iran       | 12  | 4 | 4 | 0 | 0 | 12 | 2  | +10  |  | Iran                       |  | 2-1 | 4-0 | 3-0 | 3-1 |
| 2    | Oman       | 9   | 4 | 3 | 0 | 1 | 11 | 7  | +4   |  | Oman                       |  |     | 3-1 | 2-1 | 5-3 |
| 3    | Bangladesh | 6   | 4 | 2 | 0 | 2 | 4  | 7  | -3   |  | Bangladesh                 |  |     |     | 2-0 | 1-0 |
| 4    | Thaïlande  | 3   | 4 | 1 | 0 | 3 | 4  | 9  | -5   |  | Thaïlande                  |  |     |     |     | 3-2 |
| 5    | Koweït     | 0   | 4 | 0 | 0 | 4 | 6  | 12 | -6   |  | Koweït                     |  |     |     |     |     |

### Demi-finales
| 15 septembre 2000 | Iran | 4 - 0 | Vietnam | Da Nang |  |
|                   |      |       |         |         |  |

| 15 septembre 2000 | Japon | 2 - 3 | Oman | Da Nang |  |
|                   |       |       |      |         |  |

### Match pour la3eplace
| 17 septembre 2000 | Japon | 4 - 2 | Vietnam | Da Nang |  |
|                   |       |       |         |         |  |

### Finale
| 17 septembre 2000 | Oman | 1 - 0 | Iran | Da Nang |  |
|                   |      |       |      |         |  |

### Équipes qualifiées pour la Coupe du monde
Les trois sélections qualifiées pour la prochaine Coupe du monde sont :
- Oman
- Iran
- Japon

## Affaire de tricherie
Une tricherie à grande échelle est mise à jour à l'issue de la compétition. En effet, seize joueurs de différentes sélections sont suspectés d'être surclassés. Ils doivent subir un test aux rayons X afin d'estimer leur âge osseux qui montre sans aucun doute qu'ils ont tous plus de 16 ans, certains ayant même au moins 19 ans.
Les joueurs concernés sont bannis pendant 2 ans, tout comme les sélections à laquelle ils appartiennent. Il s'agit des sélections d'Iran, d'Oman, de Thaïlande, du Bangladesh et du Népal.
En conséquence, ces 5 sélections sont suspendues par l'AFC et ne sont pas autorisées à participer aux éliminatoires du Championnat d'Asie suivant, en 2002. Cependant, le classement et les résultats de l'édition 2000 restent inchangés, ce qui fait que le champion et le vice-champion, touchés par cette affaire, peuvent quand même participer à la Coupe du monde de la catégorie.

## Sources et liens externes
- (en) Feuilles de matchs et infos sur RSSSF